# Reino de Ranrike
El reino de Ranrike es el antiguo nombre de una región histórica, una parte de Viken, antiguo reino de Noruega, que comprende el sureste de Noruega (área del Oslofjord) y la mitad norte de la provincia sueca de Bohuslän (la física Alfheim en la mitología nórdica, reino de Alvheim).  

## Etimología
Ranrikeis se ha vinculado al nombre de la diosa del mar, Rán; pero no hay una etimología clara para Rán. Los indoeuropeos no tenían una palabra para identificar el mar por lo que posiblemente es un apelativo más antiguo. Jordanes ofrece un terminus ante quem para el uso de Ragnaricii/Ranii: Uno de sus reyes, Rodwulf (de los Ranii), abandonó su reino para unirse a Teodorico el Grande en Rávena. 
Es posible que tenga cierto paralelismo con Hålogaland, si el nombre significa "tierra sagrada" o "tierra de los consagrados". En cualquier caso, la posición de Ragnaricii próxima a Raumaricii (Romerike) indica que probablemente sea igual como Ranrike, Rán (Ran-riki, "reino de Ran"). Rán es una diosa peligrosa, que provoca tormentas en el mar y recoge a los ahogados en sus redes, por lo que el nombre puede apoyar la teoría de "isla peligrosa" como término para definir a Escandinavia, no obstante es un argumento totalmente especulativo.
Jordanes menciona dos pueblos llamados los Aeragnaricii (3.23) y los Ranii (3.24) que vivían en "Scandza" (Scandinavia). Posiblemente Aeragnaricii fuese una mala interpretación del escriba para *ac ragnaricii, "y los Ragnaricii". La otra palabra tiene una traducción más plausible, Ragnariki, de riki «reino» y ragna «de los que gobiernan», hablando de los dioses (ver Ragnarök). Ambas palabras proceden del protoindoeuropeo *reg-, "gobierno".

## Historia
La Noruega de la Era Vikinga estuvo dividida en pequeños reinos independientes gobernados por caudillos que gobernaban los territorios, competían por la supremacía en el mar e influencia política, y buscaban alianzas o el control sobre otras familias reales, bien de forma voluntaria o forzadas. Estas circunstancias provocaron periodos turbulentos y vidas heroicas como se recoge en la saga Heimskringla del escaldo islandés Snorri Sturluson en el siglo XIII. Heimskringla relata que el rey sueco Erik Anundsson gobernaba al principio Ranrike, pero fue hostigado por el rey Harald I de Noruega que durante un invierno aterrorizó toda la región desde el mar.
Ranrike, como región fronteriza, estuvo sometida a la corona noruega, danesa o sueca a lo largo de su historia, no fue hasta la primera mitad del siglo XI, hacia 1015, el caudillo Brynjólf Úlfaldi apostó por Olaf II el Santo en el althing local (asamblea de hombres libres) y desde entonces permanece como parte indivisible de Noruega.